# Nuno Roque
Nuno Roque est un artiste, comédien, chanteur, auteur-compositeur-interprète et réalisateur portugais.

## Biographie

### Enfant star de la variété portugaise
Fils d'une chanteuse de teatro de revista, il fait ses débuts scéniques au Colisée de Porto à l'âge de trois ans et commence une carrière à succès comme enfant chanteur, avec un répertoire original dirigé vers la chanson pour enfants . Il s'inscrit dans le courant musical pop, mais fait aussi des incursions dans d'autres styles comme la dance, le rap, le rock et le cha-cha-cha, notamment en collaboration avec le producteur Tony Lemos. Il est récompensé de nombreuses fois dans différents festivals et concours musicaux et se fait aussi remarquer pour son image androgyne lors de ses apparitions télévisées. En 1995, il sort un premier album Brincar a Brincar, qui compile ses chansons les plus connues.

### Théâtre et opéra
Il fait ses débuts au théâtre dans une production du Teatro Nacional São João de la pièce La Résistible Ascension d'Arturo Ui de Bertolt Brecht. Parmi ses apparitions au théâtre, on compte entre autres la première production portugaise de The Laramie Project en 2005, où il tient le rôle d'Aaron McKinney, le meurtrier de Matthew Shepard.
Dans son adolescence, il suit des études théâtrales et cinématographiques au Portugal (il obtient le diplôme de l'Academia Contêmporanea do Espectáculo - Escola de Artes), puis au Brésil (à la Casa das Artes de Laranjeiras avec Fábio Barreto et Augusto Boal à Rio de Janeiro) et en France, où il est diplômé de L'École Internationale de Théâtre Jacques Lecoq à Paris. Il y étudie le mime dramatique, la commedia dell'arte, le chœur des tragédies antiques, le burlesque, et le clown.
En France, il joue notamment au Festival de Radio France dans le spectacle C'était Marie-Antoinette, ainsi que dans divers opéras, comme La Flûte enchantée de Mozart au Théâtre du Châtelet. En 2011, il rejoint la troupe d'Irina Brook, fille de Peter Brook, qui lui offre le rôle de John Darling dans le spectacle PAN au Théâtre de Paris. Sa prestation est un succès reconnu par la presse, et le public.

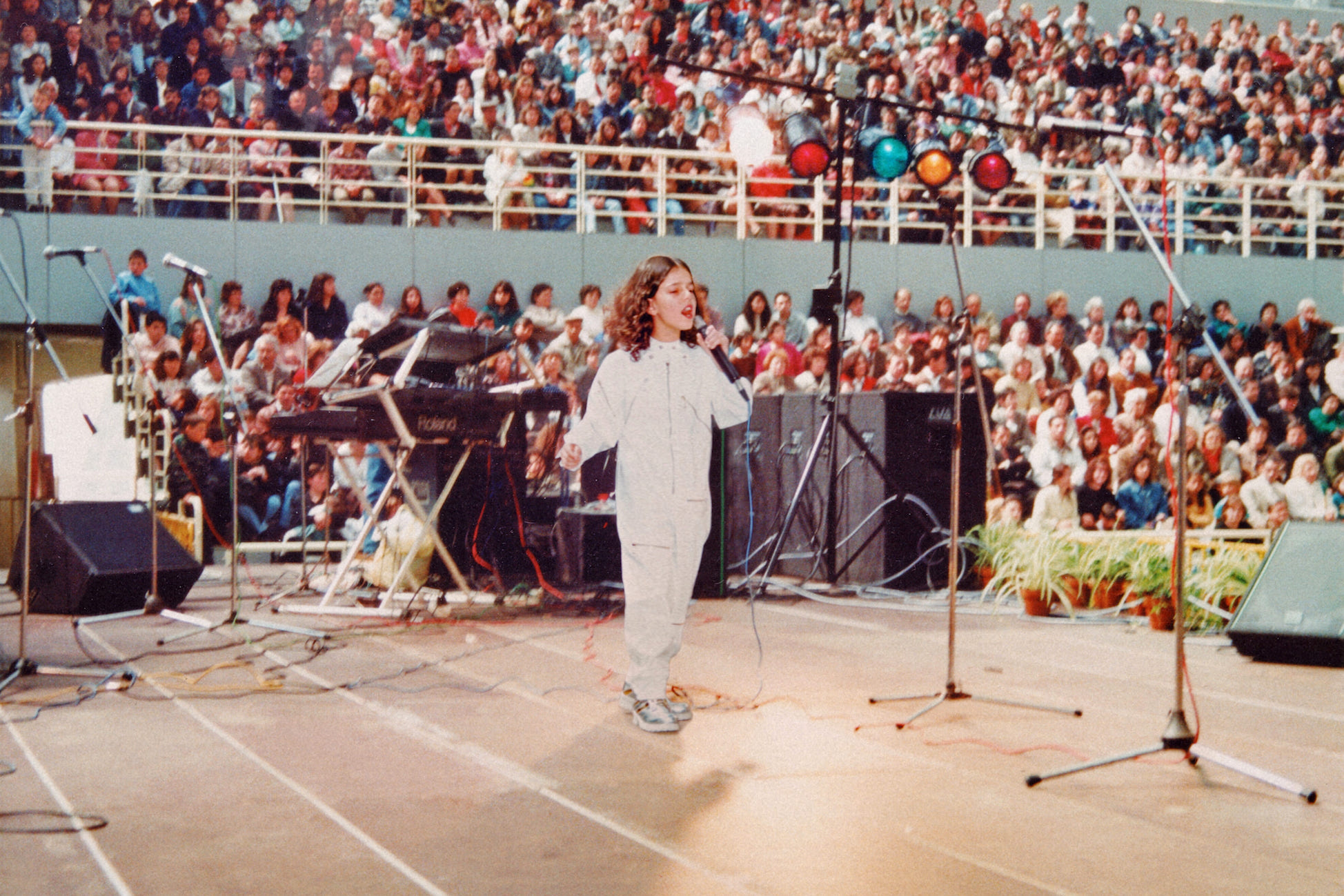
Nuno Roque lors d'un concert à la Super Bock Arena de Porto.

### Art contemporain
En 2015, son œuvre-vidéo My Cake est dévoilée simultanément dans six musées européens dans le cadre de Mons, Capitale Européenne de la Culture, et est nommée à différents prix d'art et de musique,. En 2022, il est nommé au Prix Voltaire de la Photographie pour sa série d’auto-portraits Self-Reflections (co-crée avec Gaudi Kaiser). À cette occasion, le centre des monuments nationaux expose ses œuvres au Château de Ferney-Voltaire et au Château de Bussy-Rabutin.

### Cinéma et télévision
En 2017, il présente exceptionnellement Le Gros Journal sur Canal+, depuis le palace The Peninsula Paris dans un segment intitulé Le Coup d'un Soir avec Nuno Roque. En 2018, il fait ses débuts au cinéma aux côtés d'Agnès Jaoui dans Les Bonnes intentions de Gilles Legrand, dans le rôle d'un jeune analphabète, et participe en tant que chroniqueur invité dans l’émission Bons Baisers d’Europe sur France 2.

## Spectacles
- 2012 : Die Zauberflöte de Mozart, Opéra de Marseille[16]
- 2011 : PAN d'après Peter Pan de J. M. Barrie, mise en scène Irina Brook, Théâtre de Paris et tournée[17]
- 2010 : La Traviata de Giuseppe Verdi, mise en scène J. P. Scarpitta, Opéra National de Montpellier[18]
- 2009 : La Flûte enchantée de Mozart, mise en scène J. P. Scarpitta, Opéra Berlioz et Théâtre du Châtelet[19]
- 2009 : C'était Marie-Antoinette d'Évelyne Lever, mise en scène Andy Sommer, costumes de Milena Canonero, Festival de Radio France[20]
- 2009 : Dido and Æneas d'Henry Purcell, mise en scène J. P. Scarpitta, Opéra National de Montpellier et tournée[21],[22]
- 2008 : Didascalies, Centre national d'art et de culture Georges-Pompidou[23]
- 2008 : Go Back To Old Kent Road , Museum of London Docklands
- 2005 : The Laramie Project de Moisés Kaufman, mise en scène Diogo Infante, Teatro Maria Matos[24]
- 2004 : Les Champs d'Amour, mise en scène Denis Chabroullet, FITEI - Festival Internacional de Teatro de Expressão Ibérica
- 2003 : La Résistible Ascension d'Arturo Ui de Bertolt Brecht, mise en scène Kuniaki Ida, Teatro Nacional São João

## Discographie
- 1995 : Brincar a Brincar (Portugal)
- 1997 : Eu, o Cão e o Gato (Portugal)

## Filmographie
- 2018 : Bons Baisers d'Europe : Lui-même, France 2
- 2018 : Les Bonnes Intentions de Gilles Legrand : Thiago (long-métrage)
- 2017 : Le Gros Journal... Le Coup d'un Soir avec Nuno Roque : Lui-même, Canal+
- 2015 : My Cake de Nuno Roque (art vidéo)
- 2010 : Marie-Antoinette: Reine de L'Opéra d'Andy Sommer : Papillon de La Ferté, France 2[25] (téléfilm)

## Tournées
- 1997 : Turné Nuno Roque (Portugal)
- 1996 : Turné Brincar a Brincar (Portugal)[26]
- 1995 : Nuno Roque - O Espectáculo (Portugal)
- 1994 : Turné Nuno Roque - A Alegria Dos Pequenitos, o Encanto Dos Adultos (Portugal)

## Engagements
- Le 12 novembre 2016, quatre jours après l'élection de Donald Trump, Nuno Roque diffuse My Cake dans l'historique Roxie Theater au cœur de San Francisco en soutien à la communauté LGBT. Dans une interview au quotidien portugais Público il rappelle "qu'il est essentiel que la nature des personnes soit respectée par tous, en droit et dans la vie quotidienne."[27]

- En 2017, Nuno Roque rejoint #RightsOutLoud, une campagne mondiale des Nations unies pour aider à promouvoir la Déclaration universelle des droits de l'homme par le biais de vidéos multilingues, aux côtés d'autres personnalités telles qu'António Guterres ou Paulo Coelho. Nuno Roque enregistre des vidéos en anglais, en portugais et en français, destinées à une plateforme éducative qui vise à élargir l’accès à la Déclaration à de millions d’analphabètes et de malvoyants dans le monde[28],[29].

## Distinctions

### Nominations
- 2022 :  Prix Voltaire de la Photographie – Prix Voltaire de la photographie
- 2015 :  Blooom Award by Warsteiner – Blooom Award
- 2015 :  Festival Eurovideo - Mons, Capitale Européenne de la Culture - Prix Eurovideo
- 2015 :  Festival International d'Arts Numériques Videoformes - Prix Videoformes[30]
- 2015 :  International Portuguese Music Awards - People's Choice Award

### Récompenses
- 1995 :  Festival da Canção Infantil de Braga - Meilleur Interprète[31]
- 1994 :  Gala Internacional dos Pequenos Cantores (pt) - UNICEF - Meilleure Musique[32]
- 1994 :  Festival da Canção Infantil de Braga - Premier Prix
- 1994 :  Festival da Canção Infantil de Braga - Meilleur Interprète
- 1993 :  Festival da Canção de Campanhã - Premier Prix
- 1993 :  Festival da Canção de Campanhã - Meilleure Interprétation